# 利莫萨诺
利莫萨诺（義大利語：Limosano），是意大利坎波巴索省的一个市镇。总面积28平方公里，人口863人，人口密度30.8人/平方公里（2009年）。ISTAT代码为070032。